# Isabel García Adánez
Isabel García Adánez (Madrid, 9 de septiembre de 1972) es una traductora española. 

## Biografía
Es licenciada en Filología Alemana y Española y doctora en Filología Alemana, así como diplomada en Piano y en Teoría de la música. Es profesora del Departamento de Filología Alemana de la Universidad Complutense de Madrid.
Ha traducido a numerosos autores de lengua alemana, fundamentalmente de los siglos XIX y XX (Theodor Fontane, Heinrich Heine, Thomas Mann, Arthur Schnitzler, Joseph Roth y Klaus Mann, entre muchos otros), así como a algunos actuales (Peter Handke, Daniel Kehlmann, Christian Kracht, Chris Kraus, Herta Müller).
En 2006, le fue concedido el I Premio Esther Benítez a la mejor traducción por La montaña mágica, de Thomas Mann y en 2020 el Premio Nacional a la Mejor Traducción por Siempre la misma nieve y siempre el mismo tío de Herta Müller (Ediciones Siruela). Ha trabajado también en la traducción de libretos de ópera y recitales, obras de teatro y películas, entre ellas Good Bye, Lenin!, Los falsificadores o El testamento del doctor Mabuse.
En el marco de los actos sobre literatura española como Invitada de Honor en la Feria del Libro de Frankfurt 2022, actuó como moderadora de los temas "Wikipedia y academia", "El pasado como ficción" y "El futuro de la traducción editorial en Europa".

## Premios
- Premio de Traducción Esther Benítez a la Mejor Traducción 2006 por La montaña mágica de Thomas Mann.
- Premio Nacional a la Mejor Traducción 2020 por Siempre la misma nieve y siempre el mismo tío de Herta Müller.[5]